# Station Tarumi
Station Tarumi (垂水駅, Tarumi-eki) is een spoorwegstation in de wijk Tarumi-ku in Kobe, Japan. Het wordt aangedaan door de JR Kobe-lijn. Het station heeft twee sporen. Het station dient niet verward te worden met het gelijknamige station in de prefectuur Gifu. 

Het station ligt naast het station Sanyō Tarumi aan de Sanyō-lijn, maar dit wordt als een apart station beschouwd.

## Treindienst

### JR West
| 1 | ■ JR Kobe-lijn | richting Nishi-Akashi en Himeji        |
| 2 | ■ JR Kobe-lijn | richting Sannomiya, Amagasaki en Osaka |

## Geschiedenis
Het station werd in 1888 geopend. In 1965 werd het station verbouwd.

## Overig openbaar vervoer
Bussen van zowel het busnetwerk van Kōbe als van Sanyō stoppen bij het station.

## Stationsomgeving
De omgeving rondom het station wordt gekenmerkt door een groot aantal (kleine) winkels en de nabijgelegen jachthaven en pier.
- Station Sanyō Tarumi aan de Sanyō-lijn
- Viento Tarumi (winkelcentrum)
- Monte Tarumi (winkelcentrum):
  - Kentucky Fried Chicken
- McDonald's
- Circle-K
- MrDonuts
- Gyomu Super (supermarkt)
- Heart-In
- Watatsumi-schrijn
- Kobe Marine Pier:
  - Mitsui Outlet Park (winkelcentrum)

(Tōkaidō-lijn<<) · Ōsaka · Tsukamoto · Amagasaki · Tachibana · Koshienguchi · Nishinomiya · Sakura-Shukugawa · Ashiya · Konan-Yamate · Settsu-Motoyama · Sumiyoshi · Rokkomichi · Nada · Sannomiya · Motomachi · Kōbe · Hyōgo · Shin-Nagata · Takatori · Suma-Kaihinkōen · Suma · Shioya · Tarumi · Maiko · Asagiri · Akashi · Nishi-Akashi · Okubo · Uozumi · Tsuchiyama · Higashi-Kakogawa · Kakogawa · Hoden · Sone · Himeji-Bessho · Gochaku · Himeji · (>>Sanyō-lijn) 

Wadamisaki-lijn: Hyōgo · Wadamisaki